# 天安西北警察署
天安西北警察署（チョナンソブクけいさつしょ）は、忠南地方警察庁所管の警察署である。

## 管轄区域
- 天安市のうち西北区

## 沿革
- 1945年10月21日 - 天安警察署として開署
- 2008年12月30日- 天安東南警察署開署に伴い天安西北警察署に名称変更。

## 管轄地区隊
- 双龍地区隊
- 斗井地区隊
- 星井地区隊

## 管轄派出所
- 聖巨派出所
- 笠場派出所
- 成歓派出所
- 稷山派出所